# Nyctibatrachus karnatakaensis
Espèce
Synonymes
- Nyctibatrachus hussaini Krishnamurthy, Manjunatha Reddy & Gururaja, 2001

Statut de conservation UICN

 EN B1ab(iii)+2ab(iii) : En danger
Nyctibatrachus karnatakaensis est une espèce d'amphibiens de la famille des Nyctibatrachidae.

## Répartition
Cette espèce est endémique du parc national de Kudremukh dans l'État de Karnataka dans le sud-ouest de l'Inde. Elle se rencontre à environ 900 m d'altitude dans les Ghâts occidentaux,.

## Description
Nyctibatrachus karnatakaensis mesure de 52 à 84 mm.

## Étymologie
Son nom d'espèce, composé de karnataka et du suffixe latin -ensis, « qui vit dans, qui habite », lui a été donné en référence au lieu de sa découverte, l'État de Karnataka.

## Publication originale
- Dinesh, Radhakrishnan, Manjunatha Reddy & Gururaja, 2007 : Nyctibatrachus karnatakaensis nom. nov., a replacement name for the giant wrinkled frog from the Western Ghats. Current Science, Bangalore, vol. 93, p. 246-250.
- Krishnamurthy, Manjunatha Reddy & Gururaja, 2001 : A new species of frog in the genus Nyctibatrachus (Anura: Ranidae) from Western Ghats, India. Current Science, Bangalore, vol. 80, p. 887-891.